# 新闻公报
新闻公报（Press Gazette）的前身是英国新闻公报（UK Press Gazette，UKPG），是一本英国新闻业和新闻界杂志。它于1965年首次出版，发行量约为2,500份，2013年开始只在网上发行。 